# Хутор № 16
№ 16 — упразднённый хутор в Купинском районе Новосибирской области России. На момент упразднения входил в состав Сибирского сельсовета. Исключён из учётных данных в 1978 году

## География
Располагался севернее болота Горькое, примерно, в 2,5 километров к северо-западу от деревни Куликовка.

## История
Решением Новосибирского облисполкома от 30 мая 1978 года № 332 хутор был упразднён